# Liste der Mitglieder des Réseau Comète
Diese Tabelle ist eine Aufstellung der Mitglieder des Réseau Comète. Sie erhebt keinen Anspruch auf Vollständigkeit.
| Name                                | Ref.  | Geburtsjahr/-ort                          | Sterbejahr/-ort Todesursache                                            | Beruf                                    | Anmerkungen                                                            | Foto oder Subnetzwerk |
| ----------------------------------- | ----- | ----------------------------------------- | ----------------------------------------------------------------------- | ---------------------------------------- | ---------------------------------------------------------------------- | --------------------- |
| Robert Aylé                         | [ 1 ] | 1899 in Paris                             | 1944 auf dem Mont-Valérien, Gemeinde Suresnes (Seine, Hauts-de-Seine)   | Direktor einer Firma                     |                                                                        |                       |
| Pierre Bériot (auch: Benoît Didier) | [ 2 ] | 1903 in Roubaix (Nord)                    | 1943 im Fort de Bondues (Nord), erschossen                              | Versicherungsagent                       | auch: OCM / VDN (Voix du Nord)                                         |                       |
| Monique de Bissy                    |       | 1923 in Schaerbeek/Schaarbeek             | 2009 in Montpellier                                                     | Krankenschwester                         |                                                                        |                       |
| Andrée Dumon                        |       | 1922 in Brüssel                           | 2025 in Nivelles                                                        |                                          | Deckname Nadine                                                        |                       |
| Micheline Dumon                     |       | 1921 in Brüssel                           | 2017 in Saint-Siffret                                                   |                                          | Deckname Michou oder Lily                                              |                       |
| Aimable Fouquerel                   | [ 4 ] | 1903 in Crouttes (Orne)                   | 1944 auf dem Mont-Valérien, Gemeinde Suresnes (Seine, Hauts-de-Seine)   | Krankenpfleger                           |                                                                        |                       |
| Elvire de Greef                     |       | 1897 in Ixelles                           | 1991 in Brüssel                                                         |                                          | Deckname Tante Go / Auntie Go, zuständig für Südfrankreich             |                       |
| Baron Jean Greindl                  |       | 1905 in Brüssel                           | 1943 in Ixelles                                                         |                                          | Deckname Nemo, Leiter des Brüsseler Netzes                             |                       |
| Hélène Ninette Jeanty               |       | 1903 in Esneux (Belgien)                  | 1990                                                                    |                                          |                                                                        |                       |
| Andrée de Jongh                     |       | 1916 in Schaerbeek/Schaarbeek bei Brüssel | 2007 in Brüssel                                                         |                                          | Deckname Dédée, Gründerin und Leiterin des Fluchtnetzwerkes.           |                       |
| Frédéric de Jongh                   | [ 5 ] | 1897 in Brüssel (Belgien)                 | 1944 auf dem Mont-Valérien, Gemeinde Suresnes (Seine, Hauts-de-Seine)   | Lehrer                                   | Deckname Paul, Vater von Andrée de Jongh                               |                       |
| Graf Jacques Le Grelle              |       | 1904                                      | 1990                                                                    | Militärbeobachter für die UN in Kaschmir | Deckname Jérôme                                                        |                       |
| Clara Machtou                       | [ 6 ] | 1918 in Épinal (Vogesen)                  | 1944 in Pforzheim, hingerichtet                                         | Händlerin                                | auch: Réseau Alliance                                                  |                       |
| Jean Milleret                       | [ 7 ] | 1903 in Kairo (Ägypten)                   | 1968                                                                    | Typograf, Korrektor                      |                                                                        |                       |
| Jean-François Nothomb               |       | 1919 in Hasselt (Belgien)                 | 2008 in Rom (Italien)                                                   | Priester, Mönch                          | Deckname Franco, Nachfolger von de Jongh in Frankreich                 |                       |
| Graf Antoine d’Ursel                |       |                                           | 1943 im Bidasoa (Fluss an der Spanisch-Französischen Grenze), ertrunken |                                          | Deckname Jacques Cartier, Nachfolger von Baron Jean Greindl in Brüssel |                       |